# Kalanchoe humilis
Kalanchoe humilis ist eine Pflanzenart der Gattung Kalanchoe in der Familie der Dickblattgewächse (Crassulaceae).

## Beschreibung

### Vegetative Merkmale
Kalanchoe humilis ist eine ausdauernde, vollständig kahle Pflanze, die Wuchshöhen von 80 bis 100 Zentimeter erreicht. Die einfachen oder wenig verzweigten Triebe sind aufrecht oder an ihrer Basis niederliegend. Sie steigen aus einer fast waagerechte, rhizomartigen, verholzten Basis auf. Die sitzenden oder fast sitzenden Laubblätter sind fleischig und eher flach. Die matt blassgrüne, gelegentlich gelblich getönte, verkehrt eiförmige bis spatelige Blattspreite ist 1,5 bis 13 Zentimeter lang und 1 bis 6 Zentimeter breit. Sei weist rötliche Markierungen auf und ist anfangs bereift. Ihre Spitze ist stumpf, gerundet bis leicht gestutzt. Die ist Basis keilförmig. Der purpurfarbene Blattrand ist ganzrandig bis stumpf gekerbt.

### Generative Merkmale
Der sehr ausladende, bereifte Blütenstand ist eine vielblütige Rispe und erreicht eine Länge von 12 bis 38 Zentimeter. Die aufrechten oder waagerechten Blüten stehen an 2 bis 15 Millimeter langen Blütenstielen. Ihr Kelch ist purpurfarben, die Kelchröhre etwa 0,5 Millimeter lang. Die breit dreieckigen, zugespitzten, glauken Kelchzipfel sind 1 bis 1,5 Millimeter lang und 0,8 bis 1 Millimeter breit. Die blassgrünliche bis lilafarbene und purpurn geaderte, sowie Längsmarkierungen aufweisende, mehr oder weniger vierkantige, an der Basis kaum erweiterte Kronröhre ist 4,5 bis 5 Millimeter lang. Ihre länglichen, stumpfen Kronzipfel tragen ein aufgesetztes Spitzchen und weisen eine Länge von 1,7 bis 3 Millimeter auf und sind 1 bis 2 Millimeter breit. Die Staubblätter sind oberhalb der Mitte der Kronröhre angeheftet. Die oberen Staubblätter ragen aus der Blüte heraus. Die länglichen oder fast kreisrunde Staubbeutel sind 0,6 bis 1,2 Millimeter lang. Die linealischen, gegabelten Nektarschüppchen weisen eine Länge von 1,5 bis 3 Millimeter auf. Das länglich lanzettliche Fruchtblatt weist eine Länge von 4,5 bis 5,5 Millimeter auf. Der Griffel ist 0,5 bis 1 Millimeter lang.
Die Chromosomenzahl beträgt 2n = 34.

## Systematik und Verbreitung
Kalanchoe humilis ist in Tansania, Malawi und Mosambik zwischen Felsen in Ritzen in Höhen von 1200 bis 1400 Metern verbreitet. 
Die Erstbeschreibung durch James Britten wurde 1871 veröffentlicht.

## Nachweise